# Buteni, Cluj
Buteni (în maghiară Kalotabökeny) este un sat în comuna Mărgău din județul Cluj, Transilvania, România.

## Bibliografie

Buteni în Harta Iosefină a Transilvaniei, 1769-1773